# Флиппер и Лопака
Флиппер и Лопака — мультсериал, созданный австралийской компанией Yoram Gross. Сериал несколько раз транслировался по каналу Seven Network.

## Сюжет
В мультфильме рассказывается о дружбе дельфина Флиппера и мальчика Лопаки.

### 1 сезон
Первый сезон посвящён борьбе дельфина Флиппера и мальчика Лопаки против Декстера. В начале этого сезона Флиппер спасает Лопаку во время шторма. После этого у Лопаки открывается дар бесконечно находиться без воздуха под водой и общаться на понятном языке со всеми морскими существами. Флиппер начинает дружбу с Лопакой и показывает ему свою родину, затонувший город Квитцо, но опасаясь, что город найдут люди, потребовал клятвы у Лопаки, чтобы он не рассказывал о тайне местонахождения города. Там же он знакомит Лопаку со своими друзьями: морской выдрой Отти, скатом Рэем и рыбой-фугу Пафи, и, чуть позже с мудрой черепахой по имени Калабаш. В конце сезона Флиппер узнаёт о своём благородном происхождении от своих вернувшихся родителей, которых поймали рыбаки из-за предательства осьминога Декстера, одержимого жаждой власти над Квитцо, а Лопака становится преемником мудреца Керавы, который уйдя в море становится Калабашем и исчезает. Декстера изгоняют из города.

### 2 сезон
На остров прибывает исследовательское судно с профессором-археологом Софией Трой, её сыном Спайком и крайне суеверным и пугливым помощником Гусом. Профессор Трой ищет потерянный город Квитцо и намеревается поднять его, а её сын подружился с островитянами. Декстер находит себе пристанище под островом Табу, и, узнав о том, что ищет профессор, помогает ей найти город. По мере исследования София, узнаёт о причинах погружения города и о том как можно его поднять. Она ищет потерянные 7 кристаллов и пульт активации, в чём ей иногда помогает Декстер, преследуя свои собственные интересы. Флиппер и Лопака, перехватывают у обоих все 7 камней и прячут их, но Декстер обманом, заполучает все камни и отдаёт их профессору Трой, та предупредив жителей Илоки, немедленно собирается активировать устройство, чтобы поднять город Квитцо на поверхность, не смотря на протест жителей Илоки, чьих остров уйдёт под воду в случае поднятия Квицо. Но Спайк убеждённый Лопакой, мешает маме сделать это и становится жертвой одного из камней (его оглушает электрическим разрядом). После профессор одумывается, и отказывается от своих планов. Тогда Декстер сам активирует устройство расположив камни в неправильном порядке и уходит на берег острова Табу, дожидаясь когда Илока потонет и Квитцо поднимется. Но его действия приводят к извержению на Табу и его погружению вместе с Декстером. Но последний не погибает. Профессор Трой вместе со Спайком и Гусом уезжает.

### 3 сезон
Островитяне узнают о подводной жизни Лопаки. На Илоку прибывают пираты: капитан Крэб, его племянница Ким и помощник Саймон с целью найти потерянную статую Нептуна. Флиппер и Лопака знакомятся с дельфином Ультрой. Они вместе борются с Декстером и пиратами. Друзья узнают от Керавы о проклятии статуи Нептуна . Они пытаются помешать пиратам найти статую и трезубец. А Декстер наоборот, помогает пиратам. Его план состоит в том, что когда проклятие сбудется, начнётся хаос и он станет королём Квитцо. Пираты нашли статую Нептуна и ищут трезубец. Ультра находит свою семью и они помогают друзьям обмануть пиратов. Флиппер, Лопака и Ультра добрались до подводного города. Оказалось, что Далорес в этом городе звезда и трезубец у неё. Декстер забирает трезубец и отдаёт его пиратам. Друзья пытаются отобрать трезубец. Пираты вставляют его в статую и начинается очень сильный шторм. Лопака убеждает Ким вернуть статую в море. Жители моря все вместе тащат статую в пропасть. Капитан Крэб одержим, он пытается вернуть статую, но безуспешно. Вместе со статуей в пропасть падает Декстер. Проклятие разрушено, Лопака теряет свой дар дышать и разговаривать под водой и понимать морских обитателей. Корабль пиратов разрушается, и они с горя уезжают на уцелевшей лодке. Декстер выбирается из пропасти, в отличие от пиратов, пока не собирается сдаваться, но все равно тоже проигрывает. Флиппер и Лопака очень скучают друг по другу. Флиппер сидел около бездны и вдруг из неё появился медальон. Флиппер отдал медальон Лопаке и к нему вернулся дар.

## Персонажи
- Флиппер — дельфин, в конце 1 сезона становится принцем.
- Лопака — островитянин, мальчик из племени Мелеуни, сын мастера каноэ Баманы, друг Флиппера.
- Дэкстер — осьминог, который хочет стать королём Квитцо.

### Второстепенные персонажи
- Нола — островитянка, подруга Лопаки.
- Боло — друг Лопаки, сын вождя.
- Вождь Капуно — вождь племени Мелеуни на острове Илока.
- Бия — жена вождя.
- Баблз, Фин и Нип — акулы помощники Дэкстера.
- Серж — змей Декстера.
- Бамана — отец Лопаки.
- Спайк — сын профессора Софии Трой.
- Профессор София Трой — мама Спайка.
- Гус — помощник профессора.
- Дядя Барни — пират.
- Ким — племянница Барни.
- Саймон — помощник Барни.
- Ультра — дельфин, подруга Флиппера.
- Керава — мудрый островитянин.
- Калабаш — мудрая черепаха.
- Долорэс — сестра Дэкстера.
- Инки — дочь Долорэс.